# Враницкий, Антон
Антон Врани́цкий (нем. Anton Wranitzky, изначально чеш. Antonín Vranický; 13 июня 1761, Ной-Ройш близ Тельча, ныне Чехия — 6 августа 1820, Вена, Австрия) — чешско-австрийский композитор, дирижёр и скрипач, представитель венской классической школы. Младший брат известного композитора Пауля Враницкого, отец виолончелиста Фридриха Враницкого.
Поначалу изучал философию в Оломоуце, а затем — право и музыку в Брно. В 1783 году переехал в Вену, где учился у таких композиторов, как Вольфганг Амадей Моцарт, Йозеф Гайдн и Иоганн Георг Альбрехтсбергер. В 1797 году стал капельмейстером князя Лобковица, с 1807 г. руководил оркестром Венского придворного театра. С 1814 года директор театра Ан дер Вин.
Основную часть композиторского наследия Враницкого составляет камерная музыка: квартеты, квинтеты, сонаты и т. п.